# Clonaria obocensis
Clonaria obocensis is een insect uit de orde Phasmatodea en de  familie Diapheromeridae. De wetenschappelijke naam van deze soort is voor het eerst geldig gepubliceerd in 1907 door Brunner von Wattenwyl.